# Jeremiah Azu
Jeremiah Azu (ur. 15 maja 2001) – brytyjski lekkoatleta specjalizujący się w biegach sprinterskich.
Pochodzi z Walii.
Siódmy zawodnik biegu na 100 metrów podczas mistrzostw Europy U20 w Borås (2019). W 2021 triumfował na młodzieżowych mistrzostwach Starego Kontynentu w Tallinnie. W 2022 był piąty na igrzyskach Wspólnoty Narodów oraz zdobył w Monachium brązowy medal mistrzostw Europy na dystansie 100 metrów i złoty medal w sztafecie 4 × 100 metrów. Sezon 2023 rozpoczął od występu na halowych mistrzostwach Europy w Stambule, podczas których zajął 6. miejsce w biegu na 60 metrów. W lipcu zdobył złoty medal młodzieżowych mistrzostw Europy w biegu na 100 metrów. W 2024 roku wywalczył brązowy medal igrzysk olimpijskich w biegu rozstawnym 4 × 100 metrów. Rok później został złotym medalistą halowych mistrzostw Starego Kontynentu oraz halowych mistrzostw Świata.
Złoty medalista mistrzostw Wielkiej Brytanii.

## Osiągnięcia
| Rok  | Impreza                                 | Miejsce    | Konkurencja        | Lokata     | Wynik  | Reprezentacja |
| ---- | --------------------------------------- | ---------- | ------------------ | ---------- | ------ | ------------- |
| 2019 | Mistrzostwa Europy juniorów             | Borås      | bieg na 100 m      | 7. miejsce | 13,45  | GBR           |
| 2021 | Młodzieżowe mistrzostwa Europy          | Tallinn    | bieg na 100 m      | 1. miejsce | 10,25  | GBR           |
| 2021 | Młodzieżowe mistrzostwa Europy          | Tallinn    | sztafeta 4 × 100 m | –          | DNF    | GBR           |
| 2022 | Igrzyska Wspólnoty Narodów              | Birmingham | bieg na 100 m      | 5. miejsce | 10,19  | WAL           |
| 2022 | Mistrzostwa Europy                      | Monachium  | bieg na 100 m      | 3. miejsce | 10,13  | GBR           |
| 2022 | Mistrzostwa Europy                      | Monachium  | sztafeta 4 × 100 m | 1. miejsce | 37,67  | GBR           |
| 2023 | Halowe mistrzostwa Europy               | Stambuł    | bieg na 60 m       | 6. miejsce | 6,58   | GBR           |
| 2023 | I dywizja drużynowych mistrzostw Europy | Chorzów    | bieg na 100 m      | 3. miejsce | 10,16  | GBR           |
| 2023 | I dywizja drużynowych mistrzostw Europy | Chorzów    | sztafeta 4 × 100 m | –          | DQ     | GBR           |
| 2023 | Młodzieżowe mistrzostwa Europy          | Espoo      | bieg na 100 m      | 1. miejsce | 10,05w | GBR           |
| 2023 | Mistrzostwa świata                      | Budapeszt  | sztafeta 4 × 100 m | 4. miejsce | 37,80  | GBR           |
| 2024 | Igrzyska olimpijskie                    | Paryż      | bieg na 100 m      | eliminacje | DQ     | GBR           |
| 2024 | Igrzyska olimpijskie                    | Paryż      | sztafeta 4 × 100 m | 3. miejsce | 37,61  | GBR           |
| 2025 | Halowe mistrzostwa Europy               | Apeldoorn  | bieg na 60 m       | 1. miejsce | 6,49   | GBR           |
| 2025 | Halowe mistrzostwa świata               | Nankin     | bieg na 60 m       | 1. miejsce | 6,49   | GBR           |

## Rekordy życiowe
- Bieg na 60 metrów (hala) – 6,49 (2025)
- Bieg na 100 metrów – 9,97 (2024) / 9,90w (2022)
- Bieg na 200 metrów – 20,96 (2022)